# 기욤 구익스
기욤 구익스(Guillaume Gouix, 1983년 11월 30일 ~ )는 프랑스의 배우이다. 부슈뒤론주 엑상프로방스 출신이다.
기욤 구익스는 실뱅 쇼메 감독의 2013년 영화 《마담 프루스트의 비밀 정원》(Attila Marcel)에 출연했다. 구익스는 이 영화에서 주인공 폴(Paul)과 그 아버지 아틸라(Attila) 두 역할을 모두 연기했는데, 말 없이 감정표현만으로 훌륭하게 배역을 소화해내었다.

## 배우 출연
- 친밀한 적
- 코파카바나
- 미드나잇 인 파리
- 마담 프루스트의 비밀정원
- 미친개들